# 게리 루이스 (음악가)

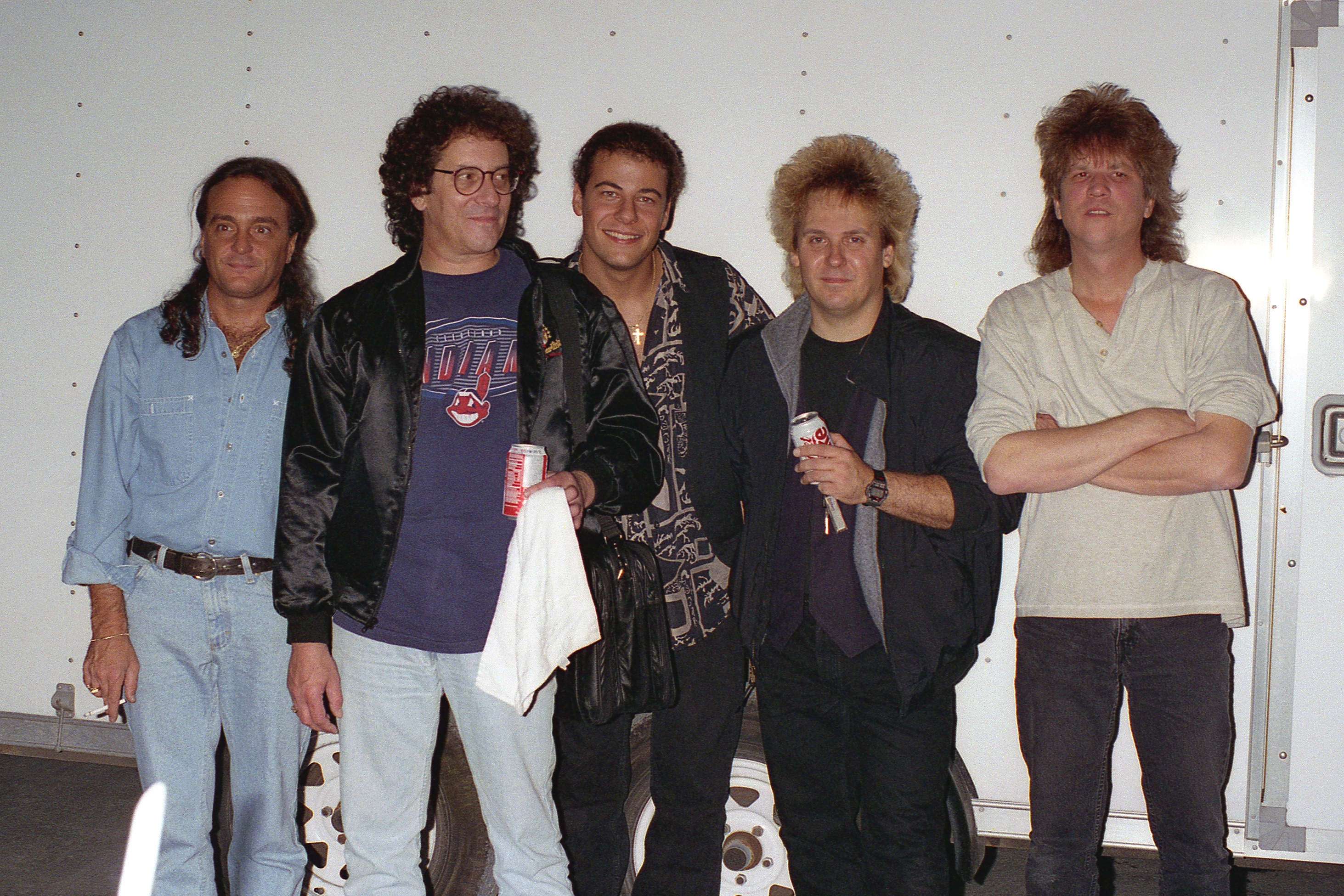

게리 루이스(영어: Gary Lewis, 1946년 7월 31일 ~ )는 미국의 가수이다.
아버지 제리 루이스의 재능과 인기에 의존하지 않고 스스로 노래공부를 하였고, 네 명의 친구를 모아 게리 루이스 앤 더 플레이보이스(Gary Lewis & the Playboys)를 결성해 리버티 레코드의 오디션에 합격하였다. 이들은 1965년 데뷔곡 〈This Diamond Ring〉을 발표했고, 이 곡이 빌보드 싱글차트 1위를 기록하며 인기 그룹으로 자리잡았다.